# Нібелунги
Нібелунги (також Нібелунґи) (нім. Nibelungen, сканд. Niflungar — «діти туману») — бургундська королівська династія, що жила в місті Вормсі на лівому березі Рейна. Казкове багатство династії Нібелунгів породило безліч міфів і сказань, включаючи знаменитий німецький епос «Пісня про Нібелунгів». З часом слово «нібелунги» стало прозивним і стало позначати якийсь міфічний рід карликів, володарів і зберігачів скарбів. Пізніше оповіді про нібелунгів дали ґрунт циклу опер Ріхарда Вагнера «Кільце Нібелунгів» («Золото Рейну», «Валькірії», «Зігфрід» і «Загибель богів») і цілої низки фільмів.

## Історія
Кілька десятиріч на початку V століття бургундський двір стояв у Вормсі на Рейні, античному Civitas Vangionum (місто ванґіонів) ). Бургундів, відомих, за прізвищем свого колишнього вождя, як Набелунґи, запросили на імперський кордон як допоміжні війська. У 435-436 рр. їх використали для битв з римським полководцем Аецієм і гунами, що невпинно сунули вперед. Імена трьох братів-королів — Ґундар (Ґунтер), Ґізларій (Ґізлер) і Ґодомар (Ґемот) — відомі з пізнішої «Lex Burgundiorum» ("Бурґундської правди"). Спершу зупинившись у Женеві, вони перебрались до Ліона, де 461 р. заснували перше Бургундське королівство. Табличка на місці колишнього палацу бургундів у Вормсі нагадує про історію міста:
|  | Тут був Священний храмовий простір римлян, Королівський замок Нібелунґів, Імперська резиденція Карла Великого, Двір принца-єпископа Вормського, Зруйнований французами 1689 і 1754 р. Тут відбувалися засідання понад сотні імперських і місцевих з'їздів. Тут, перед імператором й імперією, стояв Мартин Лютер. |

Коли бургунди жили у Вормсі, гуни Аттили ще стояли таборами на рівнинах середнього Дунаю. Гуни теж становлять один з багатьох історичних елементів, які, переплівшись із фантазіями міфів і саг, сформували основу найславетніших німецьких легенд.

## У мистецтві
«Пісня про Нібелунгів» (нім. Nibelungenlied) — епічна поема, що складається десь із 2300 римованих строф, написаних в Австрії на початку XIII ст. Із 34 наявних рукописів, № 1 зберігається в Мюнхені, № 2 — в Санкт-Ґалені, № 3 — в Донауешинґені. Всі варіанти розповідають про події на бургундському дворі після прибуття неперможного принца Зіґфріда-драконовбивці, охоронця Нібелунгових скарбів і володаря магічного плаща-невидимки. Зігфрід рятує країну від війська саксів і долає ісландську принцесу Брунгільду, що хотіла віддатися тільки за того, хто переможе її у двобої. Потім, відступивши Брунгільду королю Ґунтерові, здобуває руку Ґунтерової сестри — Кримгільди. Гармонія двох пар молодят щезає, коли Брунгільда дізнається про таємницю своєї поразки. Ґунтерів васал Гаґен вивідує слабке місце Зігфріда і вбиває його списом, коли той п'є воду з джерела, а Зігфрідів скарб кидає в Рейн.
Невідомий автор «Пісня про Нібелунгів» відтворив ці поганські перекази куртуазною і християнською мовою середньовічної Німеччини. І так само й Ріхард Вагнер згодом відтворить їх, прикрасивши, мовою романтичної опери у своїх творах «Золото Рейну» (нім. Das Rheingold, 1869 р.), «Валькірія» (1870 р., нім. Die Walküre), Зіґфрід (1872 р., нім. Siegfried)) і «Загибель богів» (1876 р., нім. Die Götterdämmerung). Перша повна вистава тетралогії «Перстень Нібелунгів» відбулась у Байройтському театрі в серпні 1876 р.
У другій частині «Пісні про Нібелунгів» овдовіла Кримгільда полишає Німеччину, щоб вийти заміж за поганина Етцеля (Аттилу). Згодом вона запрошує своїх бургундських родичів провідати її в Етцельбурґу (сучасному Естерґомі). Її мета — помститися за коханого Зіґфріда. Відтявши Гаґенові голову несхибним Зіґфрідовим мечем, вона спричинилась до кривавої різанини; засліплені взаємною ненавистю, всі головні герої гинуть.